# اوليفييه جورميه
اوليفييه جورميه هو موسيقي وممثل بلجيكي، ولد في 22 يوليو 1963 بنامور في بلجيكا.

## أعمال

### أفلام
- (1999) روزيتا[7]
- (2001) على شفتي
- (2002) الابن[8]
- (2003) الوقت الذئب[9]
- (2008) لورنا والصمت[10]
- (2008) منزل
- (2011) طفل مع الدراجة[11]
- (2011) لاشيء للادلاء به[12]
- (2011) ممارسة الدولة[13]
- (2014) مدام بوفاري[14]
- (2014) يومين -ليلة واحدة
- (2016) شوكولا[15][16][17]
- (2017) الشاب كارل ماركس

## وصلات خارجية
- اوليفييه جورميه على موقع IMDb (الإنجليزية)
- اوليفييه جورميه على موقع قاعدة بيانات الأفلام العربية
- اوليفييه جورميه على موقع ألو سيني (الفرنسية)
- اوليفييه جورميه على موقع تيرنر كلاسيك موفيز (الإنجليزية)
- اوليفييه جورميه على موقع أول موفي (الإنجليزية)
- اوليفييه جورميه على موقع قاعدة بيانات الأفلام السويدية (السويدية)
- اوليفييه جورميه على موقع قاعدة بيانات الفيلم (الإنجليزية)
- اوليفييه جورميه على موقع كينوبويسك (الروسية)